# Chlorostilbon
Genre
Chlorostilbon (ou Émeraude) est un genre de colibris (famille des Trochilidae).

## Liste des espèces
D'après la classification de référence (version 14.1, 2024) du Congrès ornithologique international (ordre phylogénique) :
- Chlorostilbon assimilis – Émeraude du Panama
- Chlorostilbon melanorhynchus – Émeraude des Andes occidentales
- Chlorostilbon gibsoni – Émeraude de Gibson
- Chlorostilbon mellisugus – Émeraude orvert
- Chlorostilbon olivaresi – Émeraude d'Olivares
- Chlorostilbon lucidus – Émeraude splendide
- Chlorostilbon russatus – Émeraude cuivrée
- Chlorostilbon stenurus – Émeraude à queue étroite
- Chlorostilbon alice – Émeraude alice
- Chlorostilbon poortmani – Émeraude à queue courte